# Papyrus-kilder til Det Nye Testamente
Nytestamentlige papyrus er tekststykker eller fragmenter af det Nye Testamente skrevet på papyrus. Der kendes over 120 af denne kildetype, der generelt betragtes som de tidligste kilder til den nytestamentlige originaltekst.
Den høje anseelse begyndte først i det 20. århundrede. Grupperingen af papyrus-kilder blev først introduceret af Caspar René Gregorys, som angav papyrus-gruppen med det gotiske skrifttegn{\displaystyle {\mathfrak {P}}} og et ciffer. Før 1900-tallet kendte man kun til ni papyrusmanuskripter, og kun ét af dem var benyttet i et tekstkritisk apparat. ({\displaystyle {\mathfrak {P}}}11 af Constantin von Tischendorf.
De ni papyrus-kilder bestod kun af fragmenter med undtagelse af {\displaystyle {\mathfrak {P}}}15, som bestod af et helt papyrusblad. I løbet af det 20. århundrede opdagede man de tidligste fragmenter af manuskripter til det Nye Testamente. Kenyon kendte i 1912 til 14 papyrustekster. Aland kendte i sin første udgave af Kurzgefasste... i 1963 til 76 nummererede papyruskilder. I 1989 var der 96 kendte papyruskilder og i 2008 var der 124. I efteråret 2024 kendte man til 141 kendte papyruskilder.
Der er komplette manuskripter, som har tilladt forskere at undersøge den tekstuelle struktur i disse tidlige manuskripter.
Ikke alle manuskripter er alene nytestamentlige tekster: {\displaystyle {\mathfrak {P}}}59, {\displaystyle {\mathfrak {P}}}60, {\displaystyle {\mathfrak {P}}}63, {\displaystyle {\mathfrak {P}}}80 men de er også tekster med kommentarer; {\displaystyle {\mathfrak {P}}}2, {\displaystyle {\mathfrak {P}}}³, og {\displaystyle {\mathfrak {P}}}44 og lektionarier; {\displaystyle {\mathfrak {P}}}50, {\displaystyle {\mathfrak {P}}}55, og {\displaystyle {\mathfrak {P}}}78 og talismans; og {\displaystyle {\mathfrak {P}}}42, {\displaystyle {\mathfrak {P}}}10,
{\displaystyle {\mathfrak {P}}}12, {\displaystyle {\mathfrak {P}}}42, {\displaystyle {\mathfrak {P}}}43, {\displaystyle {\mathfrak {P}}}62, og {\displaystyle {\mathfrak {P}}}99 tilhører til forskellige andre tekster, som f.eks. tekstlapper, ordlister, eller sange.
Alle papyrusser er citeret i Nestle-Alands Novum Testamentum Graece.

## Liste over alle registrerede Ny Testamente-papyrus-kilder
- P-nummereringen er standardsystem hos Gregory-Aland.
- Datoerne er anslået til nærmeste 50 år.
- Indholdet er angivet til det nærmeste kapitel; vers er til tider oplistet. Dog er mange af papyrusserne små fragmenter og ikke hele kapitler. F.eks. indeholder {\displaystyle {\mathfrak {P}}^{52}} fem af 40 vers i Joh. 18.

| Manuskripter i beige tilhører gruppen Oxyrhynchus Papyrus      |
| Manuskripter i lysegrøn tilhører gruppen Bodmer Papyrus        |
| Manuskripter i lyserød tilhører gruppen Chester Beatty Papyrus |

| Navn                                                                      | Datering | indhold                                                                      | Institution                                               | Ref #                                         | by, Stat                   | Land               |
| ------------------------------------------------------------------------- | -------- | ---------------------------------------------------------------------------- | --------------------------------------------------------- | --------------------------------------------- | -------------------------- | ------------------ |
| {\displaystyle {\mathfrak {P}}^{1}}                                       | 250      | Matt. 1                                                                      | University of Pennsylvania                                | P. Oxy. 2; E 2746                             | Philadelphia Pennsylvania  | USA                |
| {\displaystyle {\mathfrak {P}}^{2}}                                       | 550      | Joh. 12                                                                      | Nationalarkæologisk museum                                | Inv. 7134                                     | Firenze                    | Italien            |
| {\displaystyle {\mathfrak {P}}^{3}}                                       | 600      | Luk. 7,10                                                                    | Österreichische Nationalbibliothek                        | Pap. G. 2323                                  | Wien                       | Østrig             |
| {\displaystyle {\mathfrak {P}}^{4}}                                       | 175-250  | Luk. 1-6                                                                     | Nationalbiblioteket i Frankrig                            | Suppl. Gr. 1120                               | Paris                      | Frankrig           |
| {\displaystyle {\mathfrak {P}}^{5}}                                       | 250      | Joh. 1,16,20                                                                 | British Library                                           | P. Oxy. 208. 1781; Inv. 782. 2484             | London                     | UK                 |
| {\displaystyle {\mathfrak {P}}^{6}}                                       | 350      | Joh. 10,11                                                                   | Bibliothèque nationale et universitaire                   | Pap. copt. 379. 381. 382. 384                 | Strasbourg                 | Frankrig           |
| {\displaystyle {\mathfrak {P}}^{7}}                                       | 300(?)   | Luk. 4                                                                       | Vernadsky National Library of Ukraine                     | Petrov 553                                    | Kyiv                       | Ukraine            |
| {\displaystyle {\mathfrak {P}}^{8}}                                       | 350      | ApG. 4-6                                                                     | Staatliche Museen zu Berlin                               | Inv. 8683                                     | Berlin                     | Tyskland           |
| {\displaystyle {\mathfrak {P}}^{9}}                                       | 250      | 1 Joh. 4                                                                     | Houghton Library, Harvard                                 | P. Oxy. 402; Inv. 3736                        | Cambridge Massachusetts    | USA                |
| {\displaystyle {\mathfrak {P}}^{10}}                                      | 350      | Rom 1                                                                        | Houghton Library, Harvard                                 | P. Oxy. 209; Inv. 2218                        | Cambridge Massachusetts    | USA                |
| {\displaystyle {\mathfrak {P}}^{11}}                                      | 550      | 1 Kor 1-7                                                                    | Russian National Library                                  | Gr. 258A                                      | Sankt Petersborg           | Rusland            |
| {\displaystyle {\mathfrak {P}}^{12}}                                      | 250      | Hebr 1                                                                       | Morgan Library & Museum                                   | Pap. Gr. 3; P. Amherst 3b                     | New York City              | USA                |
| {\displaystyle {\mathfrak {P}}^{13}}                                      | 250      | Hebr 2-5,10-12                                                               | British Library Laurentian Library                        | P. Oxy. 657; Inv. 1532 v PSI 1292             | London Firenze             | UK Italien         |
| {\displaystyle {\mathfrak {P}}^{14}}                                      | 450      | 1 Kor 1-3                                                                    | Katharinaklosteret, Sinai                                 | 14                                            | Sinaibjerget               | Egypten            |
| {\displaystyle {\mathfrak {P}}^{15}}                                      | 250      | 1 Kor 7-8                                                                    | Egyptian Museum                                           | P. Oxy. 1008; JE 47423                        | Cairo                      | Egypten            |
| {\displaystyle {\mathfrak {P}}^{16}}                                      | 300      | Fil 3-4                                                                      | Egyptian Museum                                           | P. Oxy. 1009; JE 47424                        | Cairo                      | Egypten            |
| {\displaystyle {\mathfrak {P}}^{17}}                                      | 350      | Hebr 9                                                                       | Cambridge University Library                              | P. Oxy. 1078; Add. 5893                       | Cambridge                  | UK                 |
| {\displaystyle {\mathfrak {P}}^{18}}                                      | 300      | Åb 1 †                                                                       | British Library                                           | P. Oxy. 1079; Inv. 2053v                      | London                     | UK                 |
| {\displaystyle {\mathfrak {P}}^{19}}                                      | 400      | Matt. 10-11 †                                                                | Bodleian Library                                          | P. Oxy. 1170; Gr. bibl. d. 6 (P)              | Oxford                     | UK                 |
| {\displaystyle {\mathfrak {P}}^{20}}                                      | 250      | Jak. 2-3 †                                                                   | Harvey S. Firestone Memorial Library                      | P. Oxy. 1171; AM 4117                         | Princeton New Jersey       | USA                |
| {\displaystyle {\mathfrak {P}}^{21}}                                      | 400      | Matt. 12 †                                                                   | Muhlenberg College                                        | P. Oxy. 1227; Theol. Pap. 3                   | Allentown Pennsylvania     | USA                |
| {\displaystyle {\mathfrak {P}}^{22}}                                      | 250      | Joh. 15-16 †                                                                 | Glasgow University Library                                | P. Oxy. 1228; MS 2-X.I                        | Glasgow                    | UK                 |
| {\displaystyle {\mathfrak {P}}^{23}}                                      | 250      | Jak. 1 †                                                                     | University of Illinois                                    | P. Oxy. 1229; G. P. 1229                      | Urbana, Illinois           | USA                |
| {\displaystyle {\mathfrak {P}}^{24}}                                      | 350      | Åb. 5-6 †                                                                    | Franklin Trask Library Andover Newton Theological School  | P. Oxy. 1230; OP 1230                         | Newton Massachusetts       | USA                |
| {\displaystyle {\mathfrak {P}}^{25}}                                      | 350      | Matt. 18-19 †                                                                | Staatliche Museen zu Berlin                               | Inv. 16388                                    | Berlin                     | Tyskland           |
| {\displaystyle {\mathfrak {P}}^{26}}                                      | 600      | Rom. 1 †                                                                     | (Joseph S) Bridwell Library Southern Methodist University | P. Oxy. 1354                                  | Dallas, Texas              | USA                |
| {\displaystyle {\mathfrak {P}}^{27}}                                      | 250      | Rom. 8-9 †                                                                   | Cambridge University Library                              | P. Oxy. 1355; Add. 7211                       | Cambridge                  | UK                 |
| {\displaystyle {\mathfrak {P}}^{28}}                                      | 250      | Joh. 6 †                                                                     | Palestine Institute Museum Pacific School of Religion     | P. Oxy. 1596; Pap. 2                          | Berkeley Californien       | USA                |
| {\displaystyle {\mathfrak {P}}^{29}}                                      | 250      | ApG. 26 †                                                                    | Bodleian Library                                          | P. Oxy. 1597; Gr. bibl. g. 4 (P)              | Oxford                     | UK                 |
| {\displaystyle {\mathfrak {P}}^{30}}                                      | 250      | 1 Thess. 4-5; 2 Thess 1                                                      | Gent Universitetsbibliotek                                | P. Oxy. 1598; Inv. 61                         | Ghent                      | Belgien            |
| {\displaystyle {\mathfrak {P}}^{31}}                                      | 650      | Rom 12 †                                                                     | John Rylands University Library                           | P. Ryl. 4; Gr. P. 4                           | Manchester                 | UK                 |
| {\displaystyle {\mathfrak {P}}^{32}}                                      | 200      | Tit 1:11-15; 2:3-8 †                                                         | John Rylands University Library                           | P. Ryl. 5; G. P. 5                            | Manchester                 | UK                 |
| {\displaystyle {\mathfrak {P}}^{33}}={\displaystyle {\mathfrak {P}}^{58}} | 550      | ApG. 7 †                                                                     | Österreichische Nationalbibliothek                        | Pap. G. 17973, 26133, 35831, 39783            | Wien                       | Østrig             |
| {\displaystyle {\mathfrak {P}}^{34}}                                      | 650      | 1 Kor. 16; 2 Kor 5,10-11                                                     | Österreichische Nationalbibliothek                        | Pap. G. 39784                                 | Wien                       | Østrig             |
| {\displaystyle {\mathfrak {P}}^{35}}                                      | 350(?)   | Matt. 25                                                                     | Medici Library                                            | PSI 1                                         | Firenze                    | Italien            |
| {\displaystyle {\mathfrak {P}}^{36}}                                      | 550      | Joh. 3                                                                       | Medici Library                                            | PSI 3                                         | Firenze                    | Italien            |
| {\displaystyle {\mathfrak {P}}^{37}}                                      | 300      | Matt. 26                                                                     | University of Michigan                                    | P. Mich. 137; Inv. 1570                       | Ann Arbor Michigan         | USA                |
| {\displaystyle {\mathfrak {P}}^{38}}                                      | 300      | ApG. 18-19                                                                   | University of Michigan                                    | P. Mich. 138; Inv. 1571                       | Ann Arbor Michigan         | USA                |
| {\displaystyle {\mathfrak {P}}^{39}}                                      | 250      | Joh. 8                                                                       | Ambrose Swasey Library                                    | P. Oxy. 1780; Inv. 8864                       | Rochester New York         | USA                |
| {\displaystyle {\mathfrak {P}}^{40}}                                      | 250      | Rom. 1-4,6,9                                                                 | Institute for Papyrology University of Heidelberg         | P. Bad. 57; Inv. 45                           | Heidelberg                 | Tyskland           |
| {\displaystyle {\mathfrak {P}}^{41}}                                      | 750      | ApG. 17-22                                                                   | Österreichische Nationalbibliothek                        | Pap. K. 7541-48                               | Wien                       | Østrig             |
| {\displaystyle {\mathfrak {P}}^{42}}                                      | 700      | Luk. 1-2                                                                     | Österreichische Nationalbibliothek                        | Pap. K. 8706                                  | Wien                       | Østrig             |
| {\displaystyle {\mathfrak {P}}^{43}}                                      | 600      | Åb. 2,15-16                                                                  | British Library                                           | Inv. 2241                                     | London                     | UK                 |
| {\displaystyle {\mathfrak {P}}^{44a}}                                     | 600      | Joh. 10                                                                      | Metropolitan Museum of Art                                | Inv. 14. 1. 527, 1 fol                        | New York City              | USA                |
| {\displaystyle {\mathfrak {P}}^{44b}}                                     | 600      | Matt, 17-18,25; Joh. 9,12                                                    | Metropolitan Museum of Art                                | Inv. 14. 1. 527                               | New York City              | USA                |
| {\displaystyle {\mathfrak {P}}^{45}}                                      | 250      | Matt. 20-21,25-26; Mark. 4-9,11-12; Luk. 6-7,9-14; Joh. 4-5,10-11; ApG. 4-17 | Chester Beatty Library Austrian National Library          | P.Beatty Biblical I Pap. g. 31974             | Dublin Wien                | Irland Østrig      |
| {\displaystyle {\mathfrak {P}}^{46}}                                      | 200      | Rom. 5-6,8-16; 1 Kor.; 2 Kor.; Gal.; Ef; Fil; Kol; 1 Thess.; Hebr.           | Chester Beatty Library University of Michigan             | P.Beatty Biblical II Inv. 6238                | Dublin Ann Arbor, Michigan | Irland USA         |
| {\displaystyle {\mathfrak {P}}^{47}}                                      | 250      | Åb. 9-17                                                                     | Chester Beatty Library                                    | P.Beatty Biblical III                         | Dublin                     | Irland             |
| {\displaystyle {\mathfrak {P}}^{48}}                                      | 250      | ApG. 23                                                                      | Medici Library                                            | PSI 1165                                      | Firenze                    | Italien            |
| {\displaystyle {\mathfrak {P}}^{49}}                                      | 250      | Ef 4-5                                                                       | Yale University Library                                   | P. 415                                        | New Haven Connecticut      | USA                |
| {\displaystyle {\mathfrak {P}}^{50}}                                      | 400      | ApG. 8,10                                                                    | Yale University Library                                   | P. 1543                                       | New Haven Connecticut      | USA                |
| {\displaystyle {\mathfrak {P}}^{51}}                                      | 400      | Gal. 1                                                                       | Ashmolean Museum                                          | P. Oxy. 2157                                  | Oxford                     | UK                 |
| {\displaystyle {\mathfrak {P}}^{52}}                                      | 125      | Joh. 18:31-33; 18:37-38                                                      | John Rylands University Library                           | Gr. P. 457                                    | Manchester                 | UK                 |
| {\displaystyle {\mathfrak {P}}^{53}}                                      | 250      | Matt. 26; ApG. 9-10                                                          | University of Michigan                                    | Inv. 6652                                     | Ann Arbor Michigan         | USA                |
| {\displaystyle {\mathfrak {P}}^{54}}                                      | 500      | Jak. 2-3                                                                     | Princeton University Library                              | P. Princ. 15; Garrett Depots 7742             | Princeton New Jersey       | USA                |
| {\displaystyle {\mathfrak {P}}^{55}}                                      | 600      | ? 1                                                                          | Österreichische Nationalbibliothek                        | Pap. G. 26214                                 | Wien                       | Østrig             |
| {\displaystyle {\mathfrak {P}}^{56}}                                      | 500      | ApG. 1                                                                       | Österreichische Nationalbibliothek                        | Pap. G. 19918                                 | Wien                       | Østrig             |
| {\displaystyle {\mathfrak {P}}^{57}}                                      | 400      | ApG. 4-5                                                                     | Österreichische Nationalbibliothek                        | Pap. G. 26020                                 | Wien                       | Østrig             |
| {\displaystyle {\mathfrak {P}}^{58}}={\displaystyle {\mathfrak {P}}^{33}} | 550      | ApG 15 †                                                                     | Österreichische Nationalbibliothek                        | Pap. G. 17973, 26133, 35831, 39783            | Wien                       | Østrig             |
| {\displaystyle {\mathfrak {P}}^{59}}                                      | 650      | Joh. 1-2,11-12,17-18,21                                                      | Morgan Library & Museum                                   | P. Colt 3                                     | New York City              | USA                |
| {\displaystyle {\mathfrak {P}}^{60}}                                      | 650      | Joh. 16-19                                                                   | Morgan Library & Museum                                   | P. Colt 4                                     | New York City              | USA                |
| {\displaystyle {\mathfrak {P}}^{61}}                                      | 700      | Rom. 16; 1 Kor. 1,5; Fil. 3; Kol. 1,4; 1 Thess. 1; Tit. 3; Filem             | Pierpont Morgan Library                                   | P. Colt 5                                     | New York City              | USA                |
| {\displaystyle {\mathfrak {P}}^{62}}                                      | 350      | Matt. 11                                                                     | Oslo Universitet Library                                  | Inv. 1661                                     | Oslo                       | Norge              |
| {\displaystyle {\mathfrak {P}}^{63}}                                      | 500      | Joh. 3-4                                                                     | Staatliche Museen zu Berlin                               | Inv. 11914                                    | Berlin                     | Tyskland           |
| {\displaystyle {\mathfrak {P}}^{64}}={\displaystyle {\mathfrak {P}}^{67}} | 200      | Matt. 3,5,26                                                                 | Magdalen College Fundación Sant Lluc Evangelista          | Gr. 18 Inv. I                                 | Oxford Barcelona           | UK Spanien         |
| {\displaystyle {\mathfrak {P}}^{65}}                                      | 250      | 1 Thess. 1-2                                                                 | Girolamo Vitelli Papyrological Institute                  | PSI 1373                                      | Firenze                    | Italien            |
| {\displaystyle {\mathfrak {P}}^{66}}                                      | 200      | Joh.                                                                         | Bodmer library                                            | P. Bodmer II                                  | Cologny, Genève            | Schweiz            |
| {\displaystyle {\mathfrak {P}}^{68}}                                      | 650(?)   | 1 Kor. 4-5                                                                   | Russian National Library                                  | Gr. 258B                                      | Sankt Petersborg           | Rusland            |
| {\displaystyle {\mathfrak {P}}^{69}}                                      | 250      | Luk. 22                                                                      | Ashmolean Museum                                          | P. Oxy. 2383                                  | Oxford                     | UK                 |
| {\displaystyle {\mathfrak {P}}^{70}}                                      | 250      | Matt. 2-3,11-12,24                                                           | Ashmolean Museum Girolamo Vitelli Papyrological Institute | P. Oxy. 2384 PSI inv. 3407 (was CNR 419, 420) | Oxford Firenze             | UK Italien         |
| {\displaystyle {\mathfrak {P}}^{71}}                                      | 350      | Matt. 19                                                                     | Ashmolean Museum                                          | P. Oxy. 2385                                  | Oxford                     | UK                 |
| {\displaystyle {\mathfrak {P}}^{72}}                                      | 300      | 1 Pet.; 2 Pet.; Jud.                                                         | Bodmer library                                            | P. Bodmer VII, VIII                           | Cologny, Genève            | Schweiz            |
| {\displaystyle {\mathfrak {P}}^{73}}                                      | 650      | Matt. 25-26                                                                  | Bodmer library                                            | P. Bodmer L                                   | Cologny, Genève            | Schweiz            |
| {\displaystyle {\mathfrak {P}}^{74}}                                      | 650      | ApG; Jak.; 1 Pet. 1-3; 2 Pet. 2-3; 1 Joh.; 2 Joh.; 3 Joh.                    | Bodmer library                                            | P. Bodmer XVII                                | Cologny, Genève            | Schweiz            |
| {\displaystyle {\mathfrak {P}}^{75}}                                      | 175-225  | Luk. 3-18,22-24; Joh. 1-15                                                   | Vatikanbiblioteket                                        | P. Bodmer XIV, XV                             | Vatikanstaten              | Vatikanstaten      |
| {\displaystyle {\mathfrak {P}}^{76}}                                      | 550      | Joh. 4                                                                       | Österreichische Nationalbibliothek                        | Pap. G. 36102                                 | Wien                       | Østrig             |
| {\displaystyle {\mathfrak {P}}^{77}}                                      | 200      | Matt. 23                                                                     | Ashmolean Museum                                          | P. Oxy. 2683 and 4405                         | Oxford                     | UK                 |
| {\displaystyle {\mathfrak {P}}^{78}}                                      | 300      | Jud.                                                                         | Ashmolean Museum                                          | P. Oxy. 2684                                  | Oxford                     | UK                 |
| {\displaystyle {\mathfrak {P}}^{79}}                                      | 650      | Hebr. 10                                                                     | Staatliche Museen zu Berlin                               | Inv. 6774                                     | Berlin                     | Tyskland           |
| {\displaystyle {\mathfrak {P}}^{80}}                                      | 250      | Joh. 3                                                                       | Fundación Sant Lluc Evangelista                           | Inv. 83                                       | Barcelona                  | Spanien            |
| {\displaystyle {\mathfrak {P}}^{81}}                                      | 350      | 1 Pet. 2-3                                                                   | Professor Sergio Daris, University of Trieste             | Inv. 20                                       | Trieste                    | Italien            |
| {\displaystyle {\mathfrak {P}}^{82}}                                      | 400      | Luk. 7                                                                       | National and University Library of Strasbourg             | Gr. 2677                                      | Strasbourg                 | Frankrig           |
| {\displaystyle {\mathfrak {P}}^{83}}                                      | 550      | Matt. 20,23-24                                                               | Katholieke Universiteit Leuven                            | P. A. M. Kh. Mird 16, 29                      | Leuven                     | Belgien            |
| {\displaystyle {\mathfrak {P}}^{84}}                                      | 550      | Mark. 2,6; Joh. 5,17                                                         | Katholieke Universiteit Leuven                            | P. A. M. Kh. Mird 4, 11                       | Leuven                     | Belgien            |
| {\displaystyle {\mathfrak {P}}^{85}}                                      | 400      | Åb. 9-10                                                                     | Bibliothèque nationale et universitaire                   | Gr. 1028                                      | Strasbourg                 | Frankrig           |
| {\displaystyle {\mathfrak {P}}^{86}}                                      | 350      | Matt. 5                                                                      | Institut für Altertumskunde Universität zu Köln           | Theol. 5516                                   | Køln                       | Tyskland           |
| {\displaystyle {\mathfrak {P}}^{87}}                                      | 250      | Filem                                                                        | Institut für Altertumskunde Universität zu Köln           | Theol. 12                                     | Køln                       | Tyskland           |
| {\displaystyle {\mathfrak {P}}^{88}}                                      | 350      | Mark 2                                                                       | Università Cattolica del Sacro Cuore                      | Inv. 69.24                                    | Milano                     | Italien            |
| {\displaystyle {\mathfrak {P}}^{89}}                                      | 350      | Hebr. 6                                                                      | Medici Library                                            | PL III/292                                    | Firenze                    | Italien            |
| {\displaystyle {\mathfrak {P}}^{90}}                                      | 150      | Joh. 18:36-19:1; 19:1-7 †                                                    | Ashmolean Museum                                          | P. Oxy. 3523; 65 6 B. 32/M (3-5)a             | Oxford                     | UK                 |
| {\displaystyle {\mathfrak {P}}^{91}}                                      | 250      | ApG, 2:30-37; 2:46-3:2                                                       | Università degli Studi di Milano Macquarie University     | P. Mil. Vofl. Inv. 1224 P. Macquarie inv. 360 | Milano Sydney              | Italien Australien |
| {\displaystyle {\mathfrak {P}}^{92}}                                      | 300      | Ef 1; 2 Thess 1                                                              | Egyptian Museum                                           | PNarmuthis 69.39a/229a                        | Cairo                      | Egypten            |
| {\displaystyle {\mathfrak {P}}^{93}}                                      | 450      | Joh. 13 †                                                                    | Girolamo Vitelli Papyrological Institute                  | PSI 108                                       | Firenze                    | Italien            |
| {\displaystyle {\mathfrak {P}}^{94}}                                      | 500      | Rom 6                                                                        | Egyptian Museum                                           | P. Cair. 10730                                | Cairo                      | Egypten            |
| {\displaystyle {\mathfrak {P}}^{95}}                                      | 250      | Joh. 5                                                                       | Medici Library                                            | PL II/31                                      | Firenze                    | Italien            |
| {\displaystyle {\mathfrak {P}}^{96}}                                      | 550      | Matt. 3                                                                      | Österreichische Nationalbibliothek                        | Pap. K 7244                                   | Wien                       | Østrig             |
| {\displaystyle {\mathfrak {P}}^{97}}                                      | 600      | Luk. 14                                                                      | Chester Beatty Library                                    | P.Beatty Biblical. XVII                       | Dublin                     | Irland             |
| {\displaystyle {\mathfrak {P}}^{98}}                                      | 150(?)   | Åb. 1                                                                        | Institut Français d'Archéologie Orientale                 | P. IFAO inv. 237b                             | Cairo                      | Egypten            |
| {\displaystyle {\mathfrak {P}}^{99}}                                      | 400      | Glosser, ord og sætninger fra: Rom, 2 Kor, Gal and Ef                        | Chester Beatty Library                                    | P.Beatty Biblical Ac. 1499, fol 11-14         | Dublin                     | Irland             |
| {\displaystyle {\mathfrak {P}}^{100}}                                     | 300      | Jak 3-5                                                                      | Ashmolean Museum                                          | P. Oxy. 4449                                  | Oxford                     | UK                 |
| {\displaystyle {\mathfrak {P}}^{101}}                                     | 250      | Matt. 3-4                                                                    | Ashmolean Museum                                          | P. Oxy. 4401                                  | Oxford                     | UK                 |
| {\displaystyle {\mathfrak {P}}^{102}}                                     | 300      | Matt. 4                                                                      | Ashmolean Museum                                          | P. Oxy. 4402                                  | Oxford                     | UK                 |
| {\displaystyle {\mathfrak {P}}^{103}}                                     | 200      | Matt. 13-14                                                                  | Ashmolean Museum                                          | P. Oxy. 4403                                  | Oxford                     | UK                 |
| {\displaystyle {\mathfrak {P}}^{104}}                                     | 150      | Matt. 21:34-37; 21:43,45?                                                    | Ashmolean Museum                                          | P. Oxy. 4404                                  | Oxford                     | UK                 |
| {\displaystyle {\mathfrak {P}}^{105}}                                     | 500      | Matt. 27-28                                                                  | Ashmolean Museum                                          | P. Oxy. 4406                                  | Oxford                     | UK                 |
| {\displaystyle {\mathfrak {P}}^{106}}                                     | 250      | Joh. 1                                                                       | Ashmolean Museum                                          | P. Oxy. 4445                                  | Oxford                     | UK                 |
| {\displaystyle {\mathfrak {P}}^{107}}                                     | 250      | Joh. 17                                                                      | Ashmolean Museum                                          | P. Oxy. 4446                                  | Oxford                     | UK                 |
| {\displaystyle {\mathfrak {P}}^{108}}                                     | 250      | Joh. 17/18                                                                   | Ashmolean Museum                                          | P. Oxy. 4447                                  | Oxford                     | UK                 |
| {\displaystyle {\mathfrak {P}}^{109}}                                     | 250      | Joh. 21                                                                      | Ashmolean Museum                                          | P. Oxy. 4448                                  | Oxford                     | UK                 |
| {\displaystyle {\mathfrak {P}}^{110}}                                     | 300      | Matt. 10:13-15,25-27                                                         | Ashmolean Museum                                          | P. Oxy. 4494                                  | Oxford                     | UK                 |
| {\displaystyle {\mathfrak {P}}^{111}}                                     | 250      | Luk. 17                                                                      | Ashmolean Museum                                          | P. Oxy. 4495                                  | Oxford                     | UK                 |
| {\displaystyle {\mathfrak {P}}^{112}}                                     | 450      | Apg. 26-27                                                                   | Ashmolean Museum                                          | P. Oxy. 4496                                  | Oxford                     | UK                 |
| {\displaystyle {\mathfrak {P}}^{113}}                                     | 250      | Rom. 2                                                                       | Ashmolean Museum                                          | P. Oxy. 4497                                  | Oxford                     | UK                 |
| {\displaystyle {\mathfrak {P}}^{114}}                                     | 250      | Hebr. 1                                                                      | Ashmolean Museum                                          | P. Oxy. 4498                                  | Oxford                     | UK                 |
| {\displaystyle {\mathfrak {P}}^{115}}                                     | 300      | Åb 2-3,5-6,8-15                                                              | Ashmolean Museum                                          | P. Oxy. 4499                                  | Oxford                     | UK                 |
| {\displaystyle {\mathfrak {P}}^{116}}                                     | 600      | Hebr. 2-3                                                                    | Österreichische Nationalbibliothek                        | P. Vindob. G 42417                            | Wien                       | Østrig             |
| {\displaystyle {\mathfrak {P}}^{117}}                                     | 400      | 2 Kor. 7                                                                     | Universität Hamburg                                       | Inv. 1002                                     | Hamburg                    | Tyskland           |
| {\displaystyle {\mathfrak {P}}^{118}}                                     | 250      | Rom. 15-16                                                                   | Institut für Altertumskunde Universität zu Köln           | Inv. 10311                                    | Køln                       | Tyskland           |
| {\displaystyle {\mathfrak {P}}^{119}}                                     | 250      | Joh. 1                                                                       | Ashmolean Museum                                          | P. Oxy. 4803                                  | Oxford                     | UK                 |
| {\displaystyle {\mathfrak {P}}^{120}}                                     | 350      | Joh. 1                                                                       | Ashmolean Museum                                          | P. Oxy. 4804                                  | Oxford                     | UK                 |
| {\displaystyle {\mathfrak {P}}^{121}}                                     | 250      | Joh. 19                                                                      | Ashmolean Museum                                          | P. Oxy. 4805                                  | Oxford                     | UK                 |
| {\displaystyle {\mathfrak {P}}^{122}}                                     | 400      | Joh. 21                                                                      | Ashmolean Museum                                          | P. Oxy. 4806                                  | Oxford                     | UK                 |
| {\displaystyle {\mathfrak {P}}^{123}}                                     | 350      | 1 Kor. 14-15                                                                 | Ashmolean Museum                                          | P. Oxy. 4844                                  | Oxford                     | UK                 |
| {\displaystyle {\mathfrak {P}}^{124}}                                     | 550      | 2 Kor. 11                                                                    | Ashmolean Museum                                          | P. Oxy. 4845                                  | Oxford                     | UK                 |
| {\displaystyle {\mathfrak {P}}^{125}}                                     | 300      | 1 Pet 1:23-2:5; 2:7-12                                                       | Ashmolean Museum                                          | P. Oxy. 4934                                  | Oxford                     | UK                 |
| {\displaystyle {\mathfrak {P}}^{126}}                                     | 350      | Hebr 13:12-13.19-20                                                          | Girolamo Vitelli Papyrological Institute                  | PSI inv. 1479                                 | Firenze                    | Italien            |
| {\displaystyle {\mathfrak {P}}^{127}}                                     | 350      | Apg 10-17 †                                                                  | Ashmolean Museum                                          | P. Oxy. 4968                                  | Oxford                     | UK                 |

## Fordeling baseret på indhold
| NT Bog        | Total | Tidlig | NT Bog | Total | Tidlig |
| Matt          | 23    | 11     | 1 Tim  | 0     | 0      |
| Mark          | 3     | 1      | 2 Tim  | 0     | 0      |
| Luk           | 10    | 6      | Tit    | 2     | 1      |
| Joh           | 30    | 19     | Filem  | 2     | 1      |
| Apg           | 14    | 7      | Hebr   | 8     | 4      |
| Rom           | 10    | 5      | Jak    | 6     | 4      |
| 1 Kor         | 8     | 3      | 1 Pet  | 3     | 1      |
| 2 Kor         | 4     | 2      | 2 Pet  | 2     | 1      |
| Gal           | 2     | 1      | 1 Joh  | 2     | 1      |
| Ef            | 3     | 3      | 2 Joh  | 1     | 0      |
| Filemonbrevet | 3     | 2      | 3 Joh  | 1     | 0      |
| Kol           | 2     | 1      | Jud    | 3     | 2      |
| 1 Thess       | 4     | 3      | Åb     | 7     | 4      |
| 2 Thess       | 2     | 2      |        |       |        |

Note: "Tidlige" manuskripter er skrifter fra det 4. århundrede eller tidligere. Halvdelen af papyruskilderne er "tidlige". Nogle af manuskripterne indeholder tekst fra mere end en bog i det Nye Testamente. Numrene er således ikke i direkte overensstemmelse med antallet af det totale nummer af manuskripter.